# Joaquim Durão
Pour les articles homonymes, voir António Fernandes et Fernandes.
Joaquim Durão est un joueur d'échecs portugais né le 25 octobre 1930 à Lisbonne et mort le 21 mai 2015 dans la même ville. Il fut treize fois champion du Portugal et président de la Fédération portugaise des échecs pendant plus de seize ans.

## Biographie et carrière
Joaquim Durão a remporté le championnat national portugais à treize reprises : en 1955, 1956, 1958, 1959, 1960, 1961, 1962, 1964, 1965, 1968, 1970, 1972 et 1973.
Il fut le premier joueur portugais à  recevoir le titre de maître international en 1975 de la Fédération internationale des échecs. La même année, il remporta le tournoi de Caorle 1975.
Durão fut président de la Fédération portugaise des échecs à trois périodes différentes sur une quarantaine d'années (1968-1973, 1988-1997 et 2005-2007).

## Olympiades
De 1958 à 1982, Durão a représenté le Portugal lors de dix olympiades, jouant au premier échiquier portugais en 1958, 1960, 1966 et 1974 et marquant 78 points en  151 parties.